# Biophytum talbotii
Biophytum talbotii là một loài thực vật có hoa trong họ Chua me đất. Loài này được (Baker f.) Hutch. & Dalziel mô tả khoa học đầu tiên năm 1927.